# رادیوم-۲۲۳
رادیوم-۲۲۳ (۲۲۳Ra, Ra-223) ایزوتوپ رادیوم با نیمه عمر ۱۱٫۴ روز است. در سال ۱۹۰۵ توسط T. Godlewski، شیمی‌دان لهستانی از کراکوف کشف شد. در گذشته با عنوان آکتینیوم ایکس (AcX) نیز شناخته می‌شد. رادیوم-۲۲۳ دی‌کلرید یک داروی پرتودرمانی ساطع‌کننده ذرات آلفا است که از کلسیم تقلید کرده و در مناطق افزایش یافته استخوان، کمپلکس‌هایی با هیدروکسی‌آپاتیت تشکیل می‌دهد. استفاده اصلی رادیوم-۲۲۳، به عنوان رادیودارویی برای درمان سرطان‌های متاستاتیک در استخوان، به واسطه شباهت شیمیایی آن به کلسیم و دامنه کوتاه تابش آلفای ساطع شده از آن، است.